# Kuge (Adel)

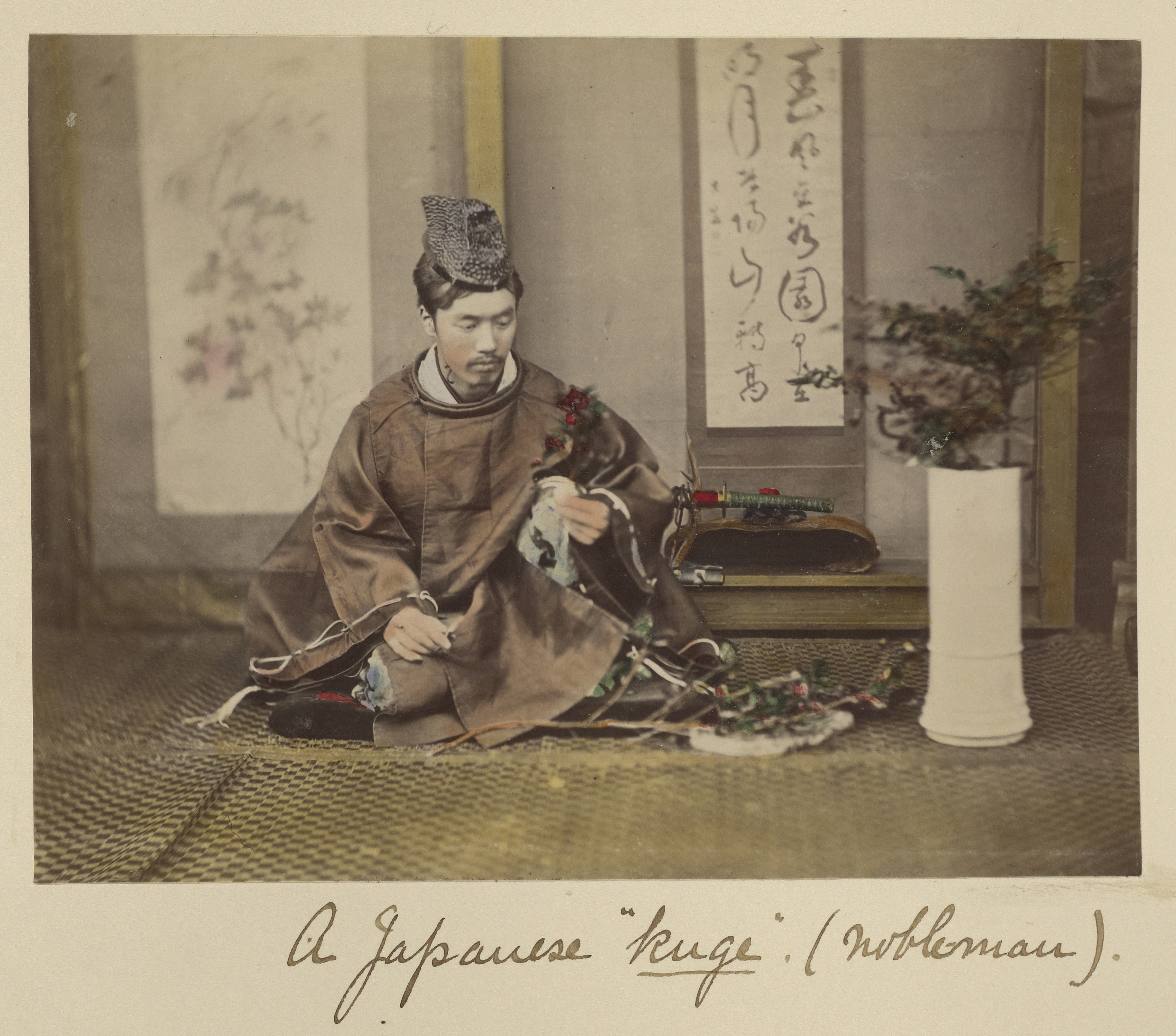
Japanischer Kuge (Adliger)

Der Kuge (japanisch 公家) oder Ziviladel war eine japanische aristokratische Klasse, die aus den uji, der Oberschicht des Yamato-Staates, hervorging.

## Geschichte
Im Zuge der Aristokratisierung im siebten Jahrhundert wandelte sich die uji-Elite zu einer Adelsgesellschaft, die losgelöst von ihren kriegerischen Eigenschaften ausschließlich am Kaiserhof tätig war. Dieser Wandel hängt auch mit der Zuwanderung vieler koreanischer Schriftgelehrter zusammen, die die chinesische Hofkultur, Schrift und den Buddhismus importierten, zusammenhängend mit Yamatos Allianz mit dem auf der koreanischen Halbinsel liegenden Königreich Baekje und der Flucht der dortigen Eliten nach Japan.
Die höchsten Mitglieder der Kuge bildeten die kaiserlichen Regenten, Sesshō und Kampaku genannt, deren Posten den Fünf Regentenhäusern aus dem Geschlecht der Fujiwara vorbehalten waren.
Sie beherrschten den Hof in Heijō-kyō (Nara-Zeit) und Heian-kyō (Heian-Zeit), bis im 12. Jahrhundert jedoch die Kriegerklasse (Buke) erstarkte und den Kuge zurückdrängte, was schließlich in der Gründung des ersten Shogunats durch Minamoto no Yoritomo und dem Beginn der Kamakura-Zeit mündete. Mit der fehlgeschlagenen Wiederherstellung der kaiserlichen Macht in der Kemmu-Restauration (1336) und dem folgenden Aufstieg der Daimyō in der Sengoku-Zeit als neue adelige Oberschicht verloren sie endgültig an Bedeutung.
Zur Abgrenzung beider Adelsklassen wird der Buke daher als Schwertadel und der Kuge als Ziviladel bezeichnet.
Während der Meiji-Restauration wurden sie 1869 mit den Daimyō in eine einzige aristokratische Gruppe zusammengefasst, den Kazoku.